# Tech Crags
Tech Crags är en kulle i Antarktis. Den ligger i Östantarktis. Nya Zeeland gör anspråk på området. Toppen på Tech Crags är 1 000 meter över havet.
Terrängen runt Tech Crags är kuperad åt sydväst, men åt nordost är den bergig. Havet är nära Tech Crags åt sydväst. Trakten är obefolkad. Det finns inga samhällen i närheten. 